# Golfo de los poetas

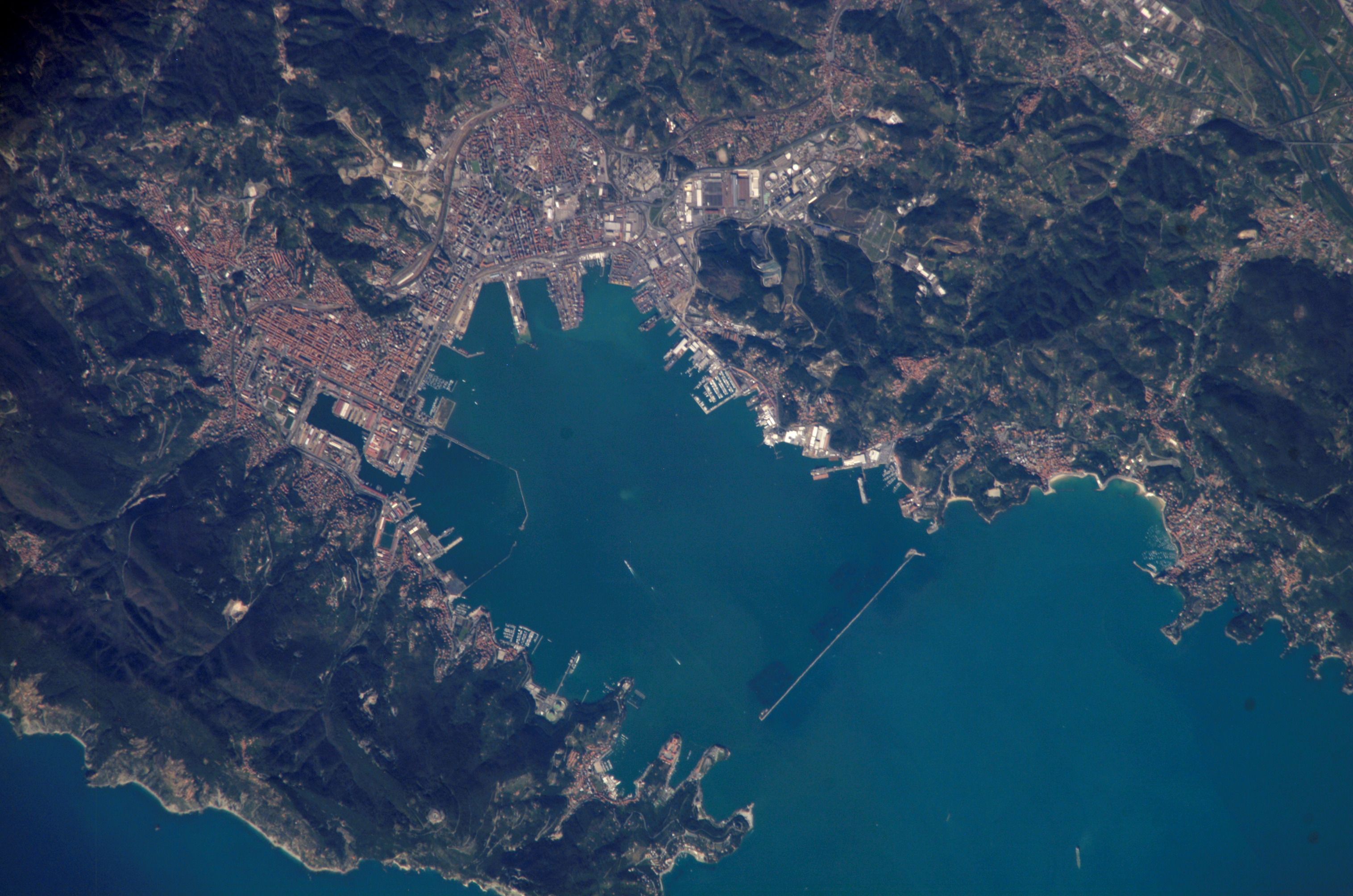
vista satelital.

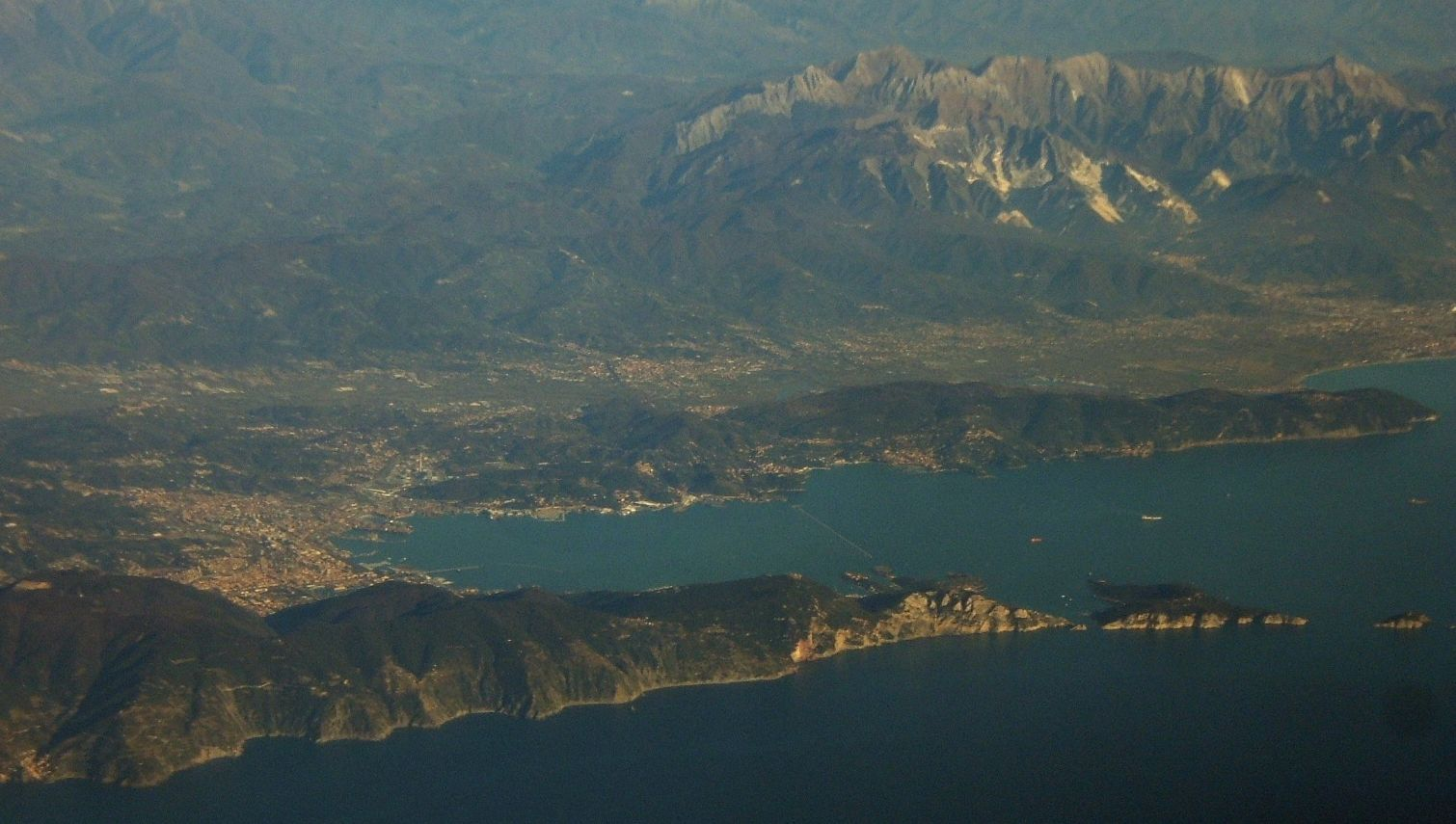

Golfo de los poetas (Golfo dei Poeti) es el apelativo que recibe el golfo de La Spezia en la ribera del mar de Liguria en Italia.
Es uno de los principales centros militares y mercantiles de la zona, allí se encuentran las localidades de Portovenere y Lerici, de importante atractivo turístico.
Integra uno de los cuatro distritos de la provincia de La Spezia junto a la Cinque Terre, el Valle del Vara y el Valle del Magra.
Así lo bautizó en 1919 el comediógrafo Sem Benelli que escribió en su villa de San Terenzo su obra maestra "La cena delle beffe", el lo nombró como "de los poetas" por la cantidad de escritores, poetas e intelectuales que se dieron cita en sus márgenes, entre otros Dante Alighieri, Lord Byron, Percy Shelley, Mary Shelley, George Sand, David Herbert Lawrence, Arnold Böcklin, Gabriele D'Annunzio, Paolo Bertolani, Emma Orczy, Filippo Tommaso Marinetti, Cesare Pavese, Marguerite Duras.